# TechnipFMC
TechnipFMC mit rechtlichem Sitz in London und Verwaltung in Houston ist ein börsennotiertes Unternehmen auf dem Gebiet der Ölfelddienstleistungen und des Anlagenbaus. Das Unternehmen entstand 2017 aus der Fusion des französischen Anlagenbauers Technip mit dem US-amerikanischen Unternehmen FMC Technologies.

## Aktivität
TechnipFMC zählte 2018 zu den 10 größten EPC-Kontraktoren der Welt nach im Ausland erzieltem Umsatz.
Das Unternehmen stellt Teile und Komponenten für das Bohren nach und die Förderung und Verarbeitung von Erdöl her. Zum Verlegen von Unterwasser-Pipelines und zur Tauchunterstützung unterhält TechnipFMC eine Flotte von 11 Unterstützungs- und Verlegeschiffen.
Im Februar 2021 erfolgte die Abspaltung von der börsennotierten Technip Energies, die ihren Sitz in Paris hat. TechnipFMC hält fortan im Wesentlichen die Aktiva der alten FMC Technologies und die Unterwasseraktivitäten der alten Technip. Die neue Technip Energies hält das Geschäft in Ingenieursdienstleistungen und den Anlagenbau und will sich insbesondere auf LNG, grünen Wasserstoff und CO2-Management konzentrieren.

## Börse
TechnipFMC ist an den Börsen von New York (NYSE) und Paris (Euronext) notiert und ist Bestandteil des CAC-Mid-60-Index, des Next-150-Index und des S&P 500. Der französische Staat besitzt 4 % der Unternehmensanteile.